# بهاروند
طایفه بـَهاروند یکی از طوایف لر و جز ایل دیرکوند در جنوب خرم‌آباد است. گستره سکونتگاه این طایفه از جنوب خرم‌آباد یعنی دشت کرگاه تا دزفول در شمال استان خوزستان کنونی می‌باشد.

## وجه تسمیه نام
بهاروند، از نام بهار، نیای دوازدهم و بانی طایفه مشتق شده‌است. پسوند «وند» نشانه پیوند نسبی و بانی آن است. بهاروند به کسانی گفته می‌شود که از نسل بهار بوده‌اند .

## ساختار طایفه ای
طایفه بهاروند از دو تیره مرادعلیوند و کردعلیوند تشکیل شده؛ نام این دو تیره از نام پسران بهار، یعنی مرالی (مرادعلی) و کُردَلی (کرد علی) تشکیل شده‌است. این دو نفر حدود ۳۵۰ سال پیش می‌زیسته‌اند. شعبهٔ کردعلیوند حدود یک قرن پیش جدا شده و به صورت طایفه مستقل درآمده است. اکنون نام مراد علیوند هم رایج نیست بلکه اخلاف او به بهاروند معروف شده‌اند، ولی نام کردعلیوندها تغییر نکرده‌است.
●تیره مرادعلیوند:
۱ امان الله
۲ باوک
۳متسی
۴ جافر
۵ ولی
۶ شیرولی وند
۷ گنجلی وند
۸ داوید وند
۹ کهزادوند
۱۰ کوگانی
۱۱ شیخ
۱۲ بووه
۱۳ کرنوکر
۱۴ نوکرامرا
۱۵ کوشکی
۱۶ چوتاشی
●تیره کردعلیوند: این طایفه که خود را از نسل بهار می‌دانستند، از ۷ شاخه اصلی تشکیل می‌شد:
۱ ممیرزا
۲ ممجو
۳ بهروم
۴ شاپور
۵ شیری
۶ صفر
۷ نظرعلی وند

## جستارهای مرتبط
- ایل دریکوند
- گویش بالاگریوه‌ای